# Professional Golfers' Association
De Professional Golfers' Association (PGA) is een golfvereniging dat opgericht werd in 1901 met het doel om professionele golfers van Verenigd Koninkrijk en Ierland te ondersteunen en hun sport te promoten.
PGA heeft een belangrijke en verantwoordelijke invloed binnen het spel van de golf over de hele wereld voor meer dan een eeuw. Voortbouwend op de sterke fundamenten van de golfprofessionals, blijft PGA een belangrijke rol in de groei en het bevorderen van het golfspel op wereldwijde basis.
Alle PGA-leden zijn verantwoordelijk voor het identificeren en het voldoen aan de behoeften van meer dan 7500 leden in meer dan 60 landen wereldwijd. De professionals van de PGA zijn de sleutel voor het wereldwijde succes in de golfwereld en hebben meer dan vijftig verschillende functies in hun organisatie.
Voor de golfprofessionals, partners en liefhebbers die bezighouden in het golfspel, is PGA verantwoordelijk voor het golfspel en de golfindustrie. De PGA wordt beschouwd als de hoeders voor de tradities van de golfsport.

## Geschiedenis
De PGA dateert uit de victoriaanse tijd en werd opgericht door drie golfpionieren: John Henry Taylor, James Braid en Harry Vardon. Hun wens was om de status van de mannen die hun brood verdienen bij het golfspel te verhogen. Dit leidde tot de oprichting van de PGA.
Op 12 april 1901 schreef een golfprofessional van Noord-Wales een brief naar de Golf Illustrated ' met als idee om de Professional Golfers' Association op te richtten en bepleitte dat de professionals moesten samenkomen om hun belangen te beschermen.
Binnen enkele maanden, onder leiding van de legendarische golfer, John Henry Taylor, kreeg hij op 9 september 1901 voldoende steun om de London and Counties Golf Professionals Association te vormen. Drie maanden later, op 2 december 1901, werd de naam van de organisatie veranderd in The Professional Golfers' Association, kortweg de PGA.
Bij de start van de PGA waren er 59 golfprofessionals en 11 assistenten (caddies) gerapporteerd. Ter vergelijking, op het heden, zijn er meer dan 7500 professionals met een jaarlijkse instroom van 300 assistenten.
In de vroege jaren, werd de PGA zwaar gedomineerd door de mannen, maar midden in de twintigste eeuw eisten de vrouwenbeweging een prominente rol in de golfwereld. Dit leidde tot de oprichting van de Women's Professional Golfers Association (WPGA), in 1978, en werd erkend door de PGA.